# Plesiophrictus satarensis
Plesiophrictus satarensis är en spindelart som beskrevs av Gravely 1915. Plesiophrictus satarensis ingår i släktet Plesiophrictus och familjen fågelspindlar. Inga underarter finns listade i Catalogue of Life.